# 茶母
茶母，是朝鲜王朝的一種官婢。她们負责官府茶水与隨从工作，多從賤民階級選取。
但她们有时也查与女性有关的案，如通奸。